# Astragalus fialae
Astragalus fialae är en ärtväxtart som beskrevs av Árpád von Degen. Astragalus fialae ingår i släktet vedlar, och familjen ärtväxter. Inga underarter finns listade i Catalogue of Life.